# Stänksmörjning
Stänksmörjning är ett tidigt system för smörjning av förbränningsmotorer. Smörjolja hämtas från motorns botten i särskilda ”skopor” på vevslängarna och slungas av vevaxelns rotation till delar i motor som behöver smörjas.
Systemet ersattes i större motorer snart av trycksmörjning med en oljepump som trycker ut smörjolja till smörjpunkter i hela motorn, men används fortfarande i vissa enkla småmotorer, exempelvis gräsklippare.